# Hungria nos Jogos Olímpicos de Verão de 1948
A Hungria competiu nos Jogos Olímpicos de Verão de 1948, realizados em Londres, Inglaterra.